# Karl Bodenschatz

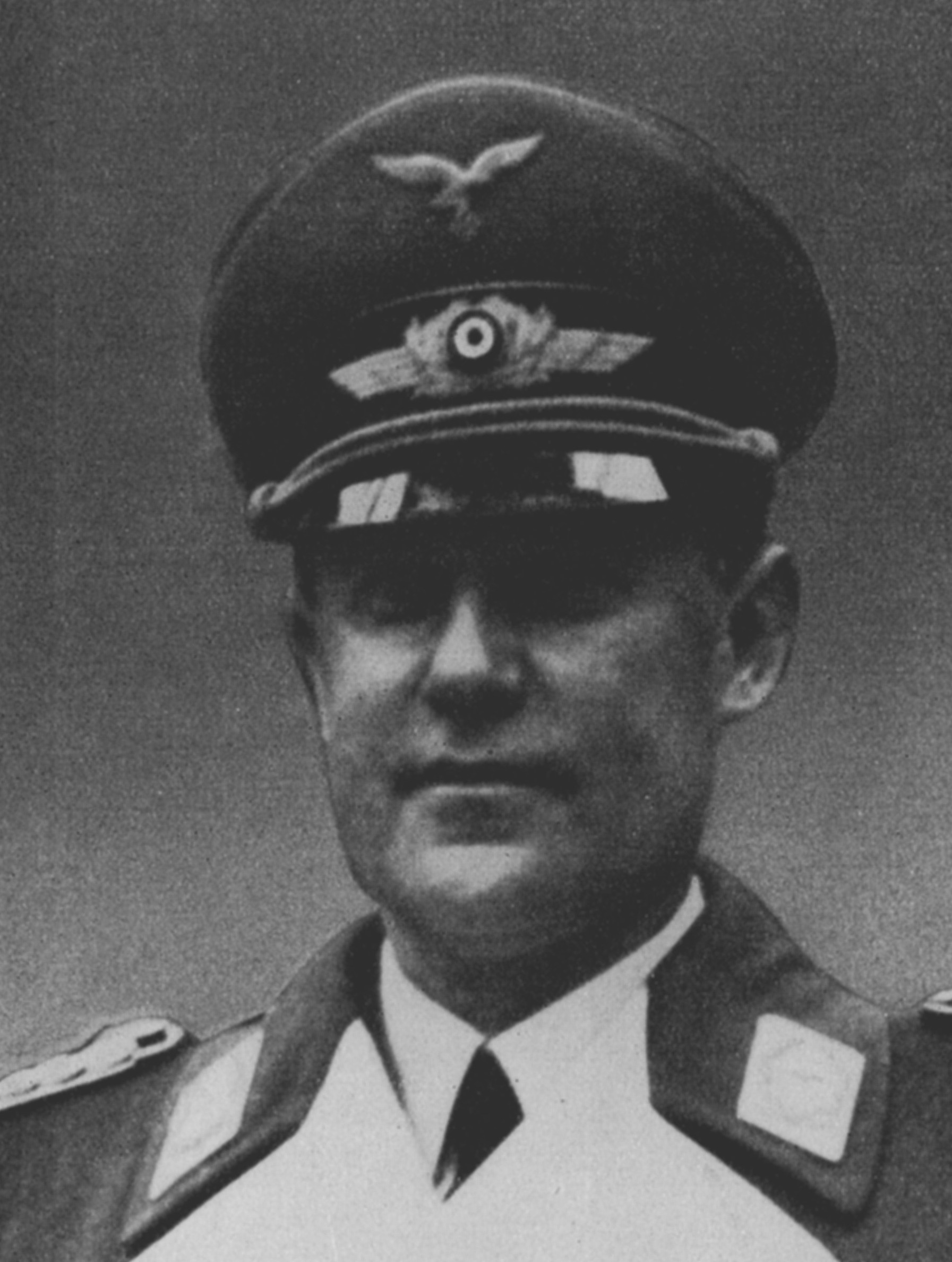
Karl Bodenschatz, um 1941

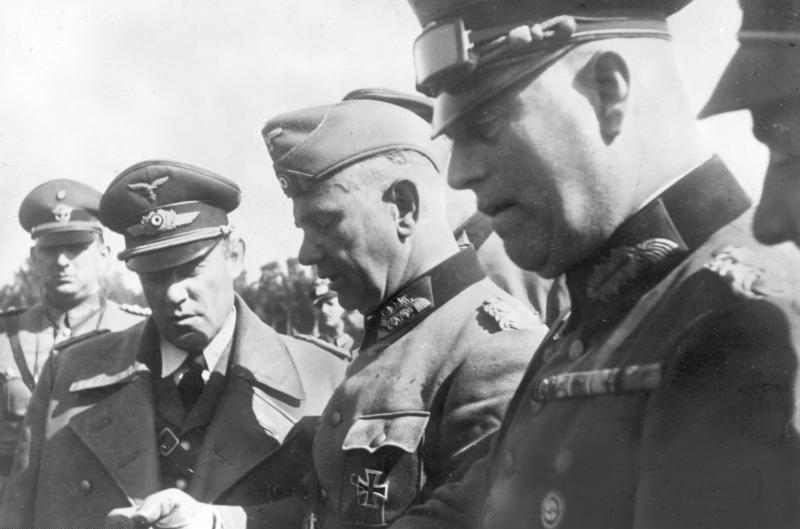
Von rechts nach links: Wilhelm Keitel, Walter von Reichenau, Karl-Heinrich Bodenschatz und Kurt Daluege bei einer Kartenbesprechung während des Überfalls auf Polen im September 1939, Aufnahme einer Propagandakompanie

Karl-Heinrich Bodenschatz (* 10. Dezember 1890 in Rehau; † 25. August 1979 in Erlangen) war ein deutscher General der Flieger im Zweiten Weltkrieg sowie Adjutant Hermann Görings. 

## Leben
Bodenschatz trat nach seinem Abitur als Fahnenjunker am 27. Juli 1910 in das 8. Infanterie-Regiment „Großherzog Friedrich II. von Baden“ der Bayerischen Armee ein. Dort wurde er am 12. März 1911 zum Fähnrich sowie am 28. Oktober 1912 zum Leutnant befördert. Mit Ausbruch des Ersten Weltkriegs kam Bodenschatz mit seinem Regiment an die Westfront und fungierte in der Folgezeit als Zugführer sowie als Kompanieführer. Am 16. März 1916 folgte seine Beförderung zum Oberleutnant und als solcher absolvierte Bodenschatz vom 15. Juli bis 20. August 1916 eine Ausbildung als Beobachter bei der Flieger-Ersatz-Abteilung Schleißheim. Er wurde im Oktober 1916 Offizier zur besonderen Verfügung (Adjutant) der Jagdstaffel 2, die von Oswald Boelcke geführt wurde. Seine erste Amtshandlung war, diesen nach dessen Unfalltod in die Heimat zu überführen. Im Februar 1917 wurde Bodenschatz Adjutant von Manfred von Richthofen erst bei der Jagdstaffel 11, ab Juni dann beim Jagdgeschwader 1. Nach dem Tode von Richthofens (April) und Wilhelm Reinhardts (Juli) wurde Hermann Göring Geschwaderkommandeur. Die beiden verband seit dieser Zeit eine enge Freundschaft.
Nach Kriegsende wurde Bodenschatz in die Reichswehr übernommen, wo man ihn zunächst als Zugführer im Reichswehr-Infanterie-Regiment 45 einsetzte. Mit der Beförderung zum Hauptmann am 28. September 1920 wurde er Kompaniechef im 20. (Bayerisches) Infanterie-Regiment sowie ab 1. März 1921 im 21. (Bayerisches) Infanterie-Regiment. Diese Stellung behielt er dann bis zum 30. September 1930 bei. Vom 1. Oktober 1930 bis 31. März 1933 war Bodenschatz anschließend im Stab der Kommandantur Ingolstadt tätig und wurde zwischenzeitlich am 1. April 1932 Major.

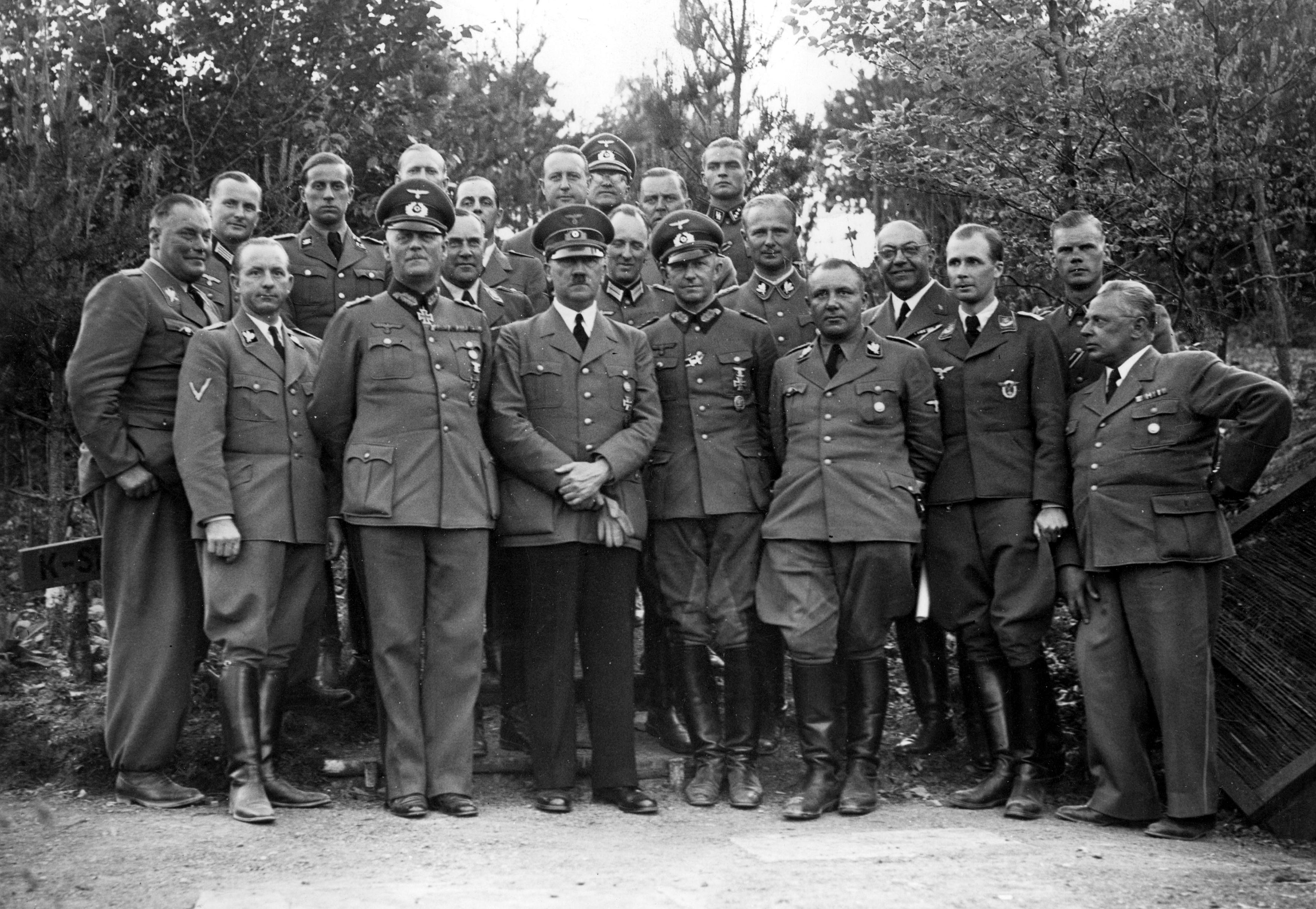
Links hinter Hitler Karl Bodenschatz im Stab von Adolf Hitler im Juni 1940 vermutlich in Eselsberg in Bad Münstereifel-Rodert, in der Nähe des "K-Standes" des Führerhauptquartiers Felsennest

Am 1. April 1933 wurde Bodenschatz ins Reichsluftfahrtministerium nach Berlin versetzt, wo er als persönlicher Berater und Adjutant Görings fungierte. Bei Gründung des Volksgerichtshofs 1934 wurde Bodenschatz dort Beisitzer. Im August 1935 wurde er zusätzlich zum Adjutanten der Luftwaffe bei Adolf Hitler ernannt, was er für knapp ein Jahr blieb.
1935 veröffentlichte Karl Bodenschatz seine Aufzeichnung Jagd in Flanderns Himmel. Aus den 16 Kampfmonaten des Jagdgeschwaders Freiherr von Richthofen, die später Teil der Weltkriegssammlung der Deutschen Nationalbibliothek wurde.
Ab Juni 1936 fungierte Bodenschatz als Leiter des neugebildeten Stabsamtes des preußischen Ministerpräsidenten (Göring). Am 1. Februar 1938 wurde er in dieser Stellung zum Generalmajor befördert. Von April 1938 bis Kriegsende war er Chef des Ministeramts im Reichsluftfahrtministerium und gleichzeitig Verbindungsoffizier Görings zu Hitler. Am 1. Juli 1941 wurde er zum General der Flieger ernannt. Er beantragte am 26. Februar 1941 die Aufnahme in die NSDAP und wurde zum 1. März desselben Jahres aufgenommen (Mitgliedsnummer 7.991.185).
In der zweiten Kriegshälfte war er ausschließlich in den unterschiedlichen Führerhauptquartieren eingesetzt. Beim Attentat vom 20. Juli 1944 von Claus Schenk Graf von Stauffenberg auf Hitler wurde er schwer verletzt und dienstuntauglich.

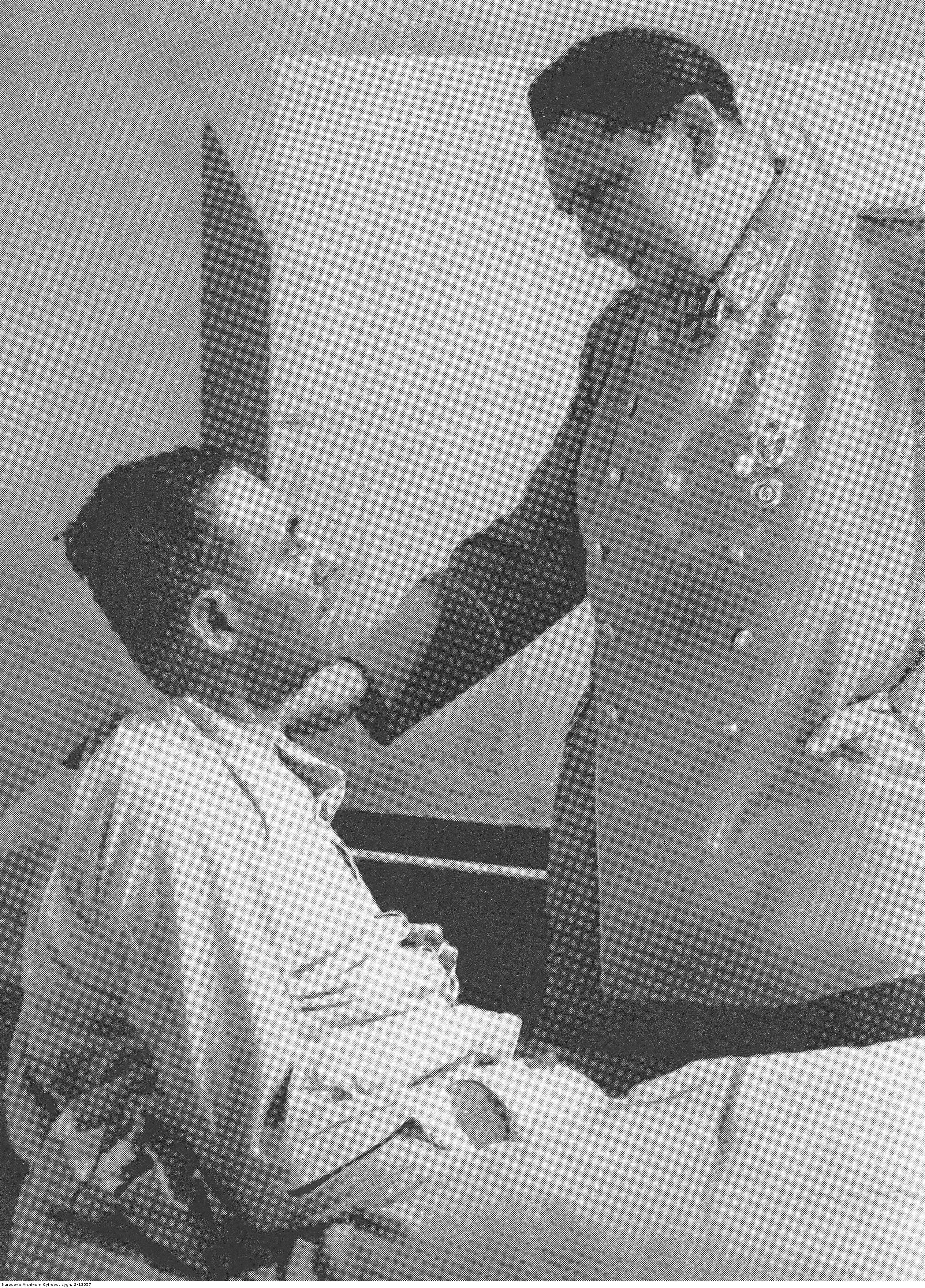
Reichsmarschall Hermann Göring besucht den bei der Verschwörung gegen Adolf Hitler am 20. Juli verletzten General der Flieger Karl-Heinrich Bodenschatz im Krankenhaus

Zwischen 1945 und 1947 war Bodenschatz in US-amerikanischer Kriegsgefangenschaft. Bis August 1945 war er im Lager Nr. 32 (Camp Ashcan) im luxemburgischen Bad Mondorf mit anderen hohen Militärs und hohen NSDAP-Chargen untergebracht. Später war er bei den Nürnberger Prozessen erster Entlastungszeuge Görings.
Er selbst wurde Ende 1948 von einer Erlanger Spruchkammer in die Gruppe der Entlasteten eingestuft, da Bodenschatzs Karriere im NS-Staat nur auf seinen persönlichen Beziehungen im Ersten Weltkrieg begründet gewesen sei.

## Auszeichnungen
- Eisernes Kreuz (1914) II. und I. Klasse[5]
- Bayerischer Militärverdienstorden IV. Klasse mit Schwertern[5]
- Ritterkreuz II. Klasse des Ordens vom Zähringer Löwen mit Schwertern[5]
- Verwundetenabzeichen (1918) in Silber[5]
- Preußisches Flieger-Erinnerungsabzeichen[5]
- Eiserner Halbmond[5]
- Wehrmacht-Dienstauszeichnung IV. bis I. Klasse
- Goldenes Parteiabzeichen der NSDAP am 10. Dezember 1940[6]
- Kriegsverdienstkreuz (1939) II. und I. Klasse mit Schwertern
- Deutsches Kreuz in Silber am 30. Mai 1942[7]
- Verwundetenabzeichen 20. Juli 1944[8]
- Finnischer Orden des Freiheitskreuzes I. Klasse mit Eichenlaub und Schwertern

## Schriften
- Jagd in Flanderns Himmel. Aus den 16 Kampfmonaten des Jagdgeschwaders Freiherr von Richthofen. Nach den Aufzeichnungen Karl Bodenschatz. Eingeleitet von Hermann Göring, mit einem Anhang: Kriegstagebuch des Jagdgeschwaders 1, 213 Seiten mit 95 Abbildungen auf Tafeln, 4 Faksiles im Text und 2 Kartenskizzen, München: Knorr & Hirth, 1935
  - in der englischen Übersetzung von Jan Hayzlett:
    - Teil 1: Hunting with Richthofen Jagd in Flanderns Himmel: The Bodenschatz Diaries: Sixteen Months of Battle with JG Freiherr von Richthofen No. 1, second Edition, London: Grub Street, The Basement, 1996, ISBN 1-898697-97-3; Digitalisat über Google-Bücher